# Anto Raukas

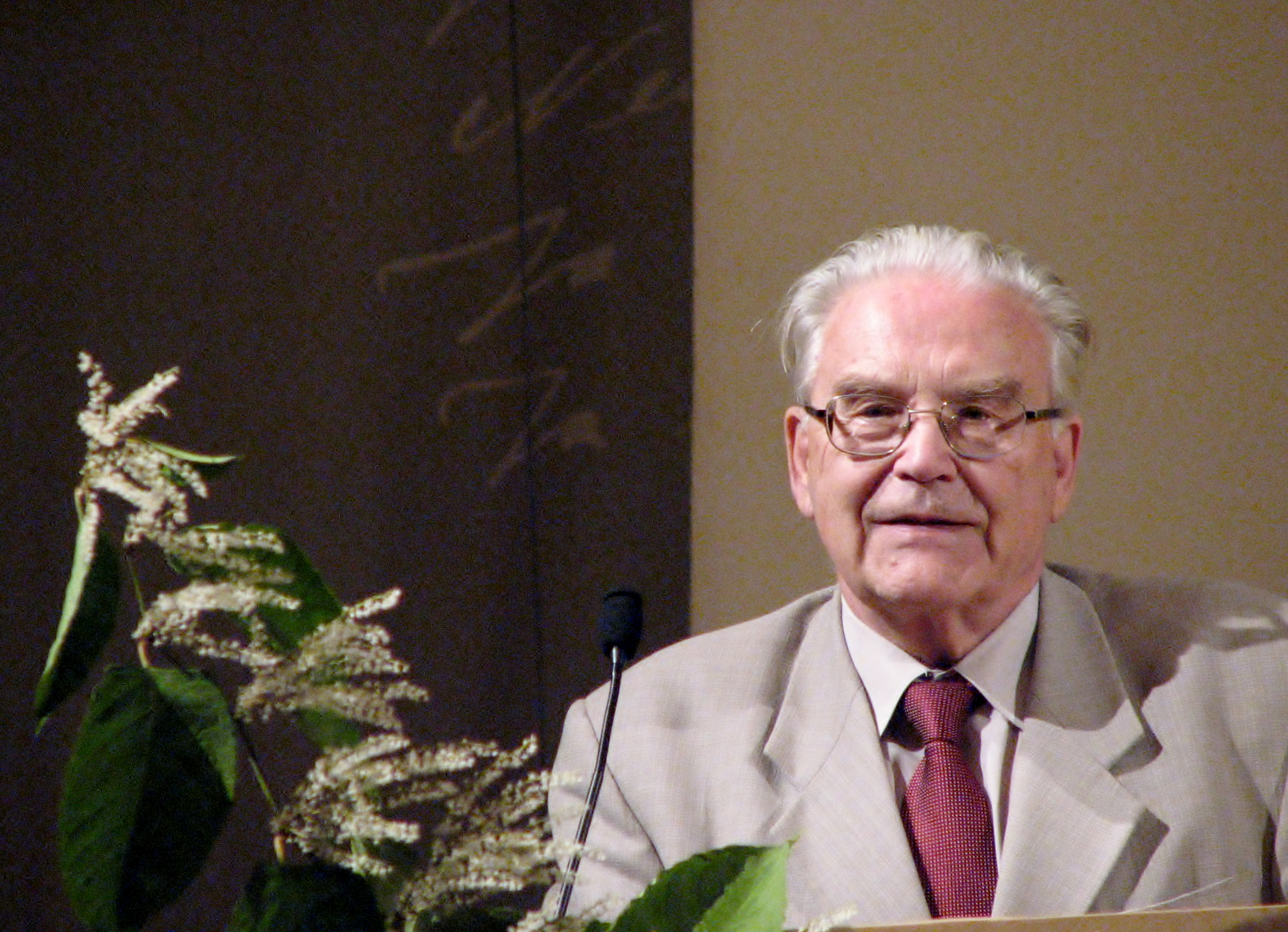
Anto Raukas (2012)

Anto Raukas (17 de fevereiro de 1935 - 19 de abril de 2021)  foi um geólogo estoniano e organizador científico.
Raukas nasceu em Tartu e, em 1958, ele formou-se na Universidade de Tartu.
A partir de 1958 começou a trabalhar no Instituto de Geologia da Academia de Ciências da Estónia. A partir de 1993, foi professor da Academia Marítima da Estónia e, a partir de 1995, foi chefe da cadeira de técnicas ambientais.
Em 1991, 1996, 2003 e 2015, ele recebeu o prémio de ciências da República da Estónia.

## Associações
Ele foi membro das seguintes associações:
- Academia de Ciências da Estónia (a partir de 1977)[2]
- Real Sociedade Geográfica (Reino Unido) (a partir de 1999)[2]
- União Internacional para Pesquisa Quaternária (INQUA) (a partir de 1999; membro honorário)[2]